# Paul Vatine
Paul Vatine (né au Havre le 20 juillet 1957 – disparu dans l'océan Atlantique le 21 octobre 1999) est un navigateur français.

## Biographie
Né au Havre, Paul Vatine fait des études de commerce. Fils de menuisier, ce n'est qu'à l'âge de 23 ans qu'il découvre la voile grâce à un de ses camarades de promotion Alain Martin qui lui apprend les rudiments du nautisme. Il débute la course quelque temps après.
Il participe à de nombreuses courses : la Transat Québec-Saint-Malo (vainqueur en 1988, 3e en 1992 et 1996), la Route du Rhum (2e en 1994, 12e en 1990), à l’Europe 1 Star (2e en 1992 et 1995), à la Transat anglaise en solitaire (2e en 1992 et 1996), à la Course de l’Europe en (2e en 1997).
En 1993, puis en 1995, il remporte la Transat Le Havre - Carthagène. Lors de la première édition de l'épreuve, en 1993, disputée en solitaire, il devance Laurent Bourgnon, arrivé le premier, grâce à une  bonification de 9 heures et 10 minutes sur son temps de course à la suite d'une collision avec un pneumatique d’assistance. Deux ans plus tard, dans une course désormais disputée par des équipages de deux marins, il s'impose avec Roland Jourdain devant Banque Populaire  de Francis Joyon et Jacques Vincent et sur Primagaz de Laurent Bourgnon et Cam Lewis. Lors de l'édition suivante, en 1997, il termine deuxième sur Chauss'Europ où il fait équipe avec Jean-Luc Nélias, devancé par Primagaz barré par Laurent et Yvan Bourgnon.
En 1999, il s'engage une nouvelle fois dans la Transat Le Havre - Carthagène, en trimaran sous les couleurs de son nouveau sponsor Groupe André, avec comme équipier Jean Maurel. Il disparaît en mer le 21 octobre 1999, au large des Açores. Son équipier, à l'intérieur, est repéré par Marc Guillemot et Jean-Luc Nélias, qui ont dérouté leur trimaran la Trinitaine.
Ses ports d'attache étaient le Havre et Saint-Quay-Portrieux où il habitait. Un bassin et son ancien club de voile portent son nom au port du Havre.
À Saint-Quay-Portrieux, une allée porte le nom de Paul Vatine, quinocéen d'adoption. Le club nautique de Fécamp, en Seine-Maritime, porte également son nom.